# Uyarangalil
Uyarangalil (en malabar: ഉയരങ്ങളിൽ, lit. 'On heights') es una película de suspenso en malabar de la India de 1984 dirigida por I. V. Sasi y escrita por M. T. Vasudevan Nair. Está protagonizada por Mohanlal, Nedumudi Venu, Rahman, Ratheesh, Kajal Kiran y Swapna. La música de la película fue proporcionada por Shyam. La película fue un éxito comercial en taquilla. Se considera uno de los mejores thrillers del cine malabar y desarrolló seguidores de culto. Mohanlal interpreta a un antihéroe, los críticos citan que la película tiene una de las mejores actuaciones de Mohanlal.

## Argumento
Jayarajan, un subgerente demasiado entusiasta en una plantación de té, planea saquear una gran cantidad de dinero de la empresa. Atrae a dos subordinados endeudados, Chandran y Joseph, a su conspiración. Aunque no quieren, ambos están de acuerdo. Pero durante su intento, AK Menon, el gerente de la empresa, los pilla con las manos en la masa. Para mantener el asunto en secreto, Jayarajan entra en la casa de Menon por la noche y les pide a Joseph y Chandran que esperen afuera diciendo que negociaría con Menon. Jayarajan mata a Menon y escapa de la casa. Actúa normal al día siguiente y brinda ayuda a la policía. Pero tanto Joseph como Chandran se sienten culpables hasta el alma. Jayarajan dice que se mantendrá en silencio y actuará como si nada hubiera pasado.
Pronto, sin embargo, Jayarajan es ascendido a nuevo Gerente de la compañía. Devi, la joven viuda harta de Menon, debido al comportamiento negligente de Menon hacia ella, llega a la plantación para trámites financieros terminales. Jayarajan, que ya estaba teniendo una aventura con Padma (una enfermera del Hospital Plantation que está orientada al dinero y tiene una moral relajada en las relaciones con los hombres) ahora mira a Devi. Él logra seducirla y tener relaciones sexuales con ella, después de lo cual planea desviar todos los beneficios financieros que ella podría obtener como beneficios por el duelo de Menon. Pero un policía, Ravi, empieza a sospechar de Jayarajan, aunque no tiene nada que criticar a Jayarajan, debido al comportamiento impecable y naturalmente receptivo de Jayarajan.
Cop Ravi comienza a investigar el pasado de Jayarajan y encuentra algunos cabos sueltos, pero no obtiene pruebas sólidas al respecto. Pero Ravi vigila a Jayarajan. Sin embargo, Jayarajan no detiene su relación ilícita con Padma, la enfermera, ni abandona a Devi. En un extraño giro de los acontecimientos, temiendo que el pusilánime Joseph pueda revelar el asesinato del gerente, Jayarajan acaba con Joseph en un accidente de jeep orquestado y Padma, por estrangulamiento, simula un suicidio sin ningún rastro de sospecha sobre los dos asesinatos. excepto Chandran, cuyo silencio Jayarajan compra con tácticas de miedo.
Mientras tanto, el anciano dueño de la finca visita la plantación. Sabiendo que su pequeña hija Vasanthi heredaría la empresa, Jayarajan también intenta cortejarla. Pero Devi se convierte en un estorbo en sus planes y su insistencia en casarse lo empuja a trazar un plan para acabar también con Devi. Pero antes de que pueda matar a Devi, Chandran le informa a Vasanthi la verdad sobre la muerte de Menon y ambos logran llamar a la policía. Pero antes de ser arrestado por Ravi, Jayarajan salta desde las alturas y se suicida.

## Reparto
- Mohanlal como P. K. Jayarajan[2]
- Rahman como Chandran
- Nedumudi Venu como Joseph (Conductor)
- Ratheesh como el subinspector Ravi
- Kajal Kiran como Devi Menon
- Swapna como Padhma
- Viji como Vasanthi
- Thilakan como el inspector Kurup
- Jagathy Sreekumar como Pillai (Gerente de oficina)
- K. P. Ummer como Santhosh Varma, propietario de la plantación
- Bahadoor como Constable Sankaran Nair
- Janardhanan como A. K. Menon
- Adoor Bhavani como Betsy, la madre de Joseph
- Balan K. Nair como Superintendente de Policía Swaminathan (Cameo)
- Kunchan como el contador Karunan
- Azeez como Dinesh, hermano de A. K. Menon
- P. K. Abraham
- T. P. Madhavan como Dr. Varghese
- Prathapachandran como el Padre Stephn Chacko
- Meghanathan como Gopi, el hermano de Chandran
- Sathyakala
- Roshni as Nancy, Joseph's Sister
- Sulekha

## Banda sonora
La música fue compuesta por Shyam y la letra fue escrita por Bichu Thirumala.

| N.º | Título                | Letras          | Cantante(s)                  | Duración |  |
| 1.  | «Anchithalil Viriyum» | Bichu Thirumala | K. J. Yesudas, K. S. Chithra |          |  |
| 2.  | «Vaanampaadi Ithile»  | Bichu Thirumala | K. S. Chithra                |          |  |

## Lanzamiento
Estrenada el 30 de noviembre de 1984, la película fue un éxito comercial en taquilla. La película también se destaca por tener una de las mejores actuaciones de Mohanlal al principio de su carrera. Está considerado como uno de los mejores thrillers del cine malabar y tiene seguidores de culto.